# Kunstlievend Genootschap Pictura
Kunstlievend Genootschap Pictura (meestal Galerie Pictura of kortweg Pictura) is een vereniging, sinds 2020 een stichting, die de beeldende kunst in de stad Groningen wil bevorderen.
De vereniging doet dit door het houden van tentoonstellingen in haar galerie, een monumentaal gebouw op de hoek van het Martinikerkhof en de Sint-Walburgstraat.
De vereniging is formeel opgericht op 6 maart 1832. Het is daarmee een van de oudste kunstverenigingen van Nederland, samen met Arti et Amicitiae (Amsterdam), Kunstliefde, (Utrecht), Pictura (Dordrecht) en Pulchri (Den Haag).

## Gebouw
Het gebouw waarin Pictura gehuisvest is, wordt ook Pictura genoemd. Het stamt uit de 14e eeuw en was gebouwd als weem van de Sint-Walburgkerk. Vanaf 1467 is het in gebruik als "gewoon" woonhuis. In 1933 kon de vereniging het gebouw verwerven, dankzij een schenking van mr. F.F. Beukema. Naar hem is de bovenzaal genoemd, de tentoonstellingszaal die direct na de aankoop werd gerealiseerd.
Pictura is in de beginjaren van De Ploeg een belangrijk podium geweest voor deze groep.

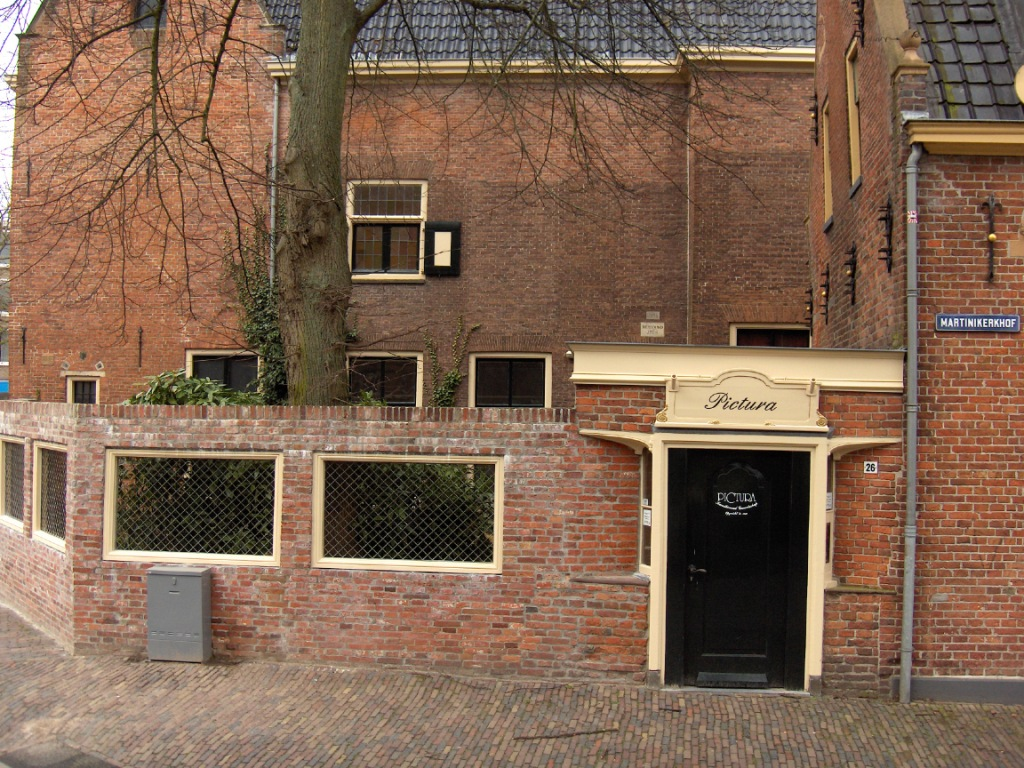
De oude ingang van Pictura aan het Martinikerkhof (2008)
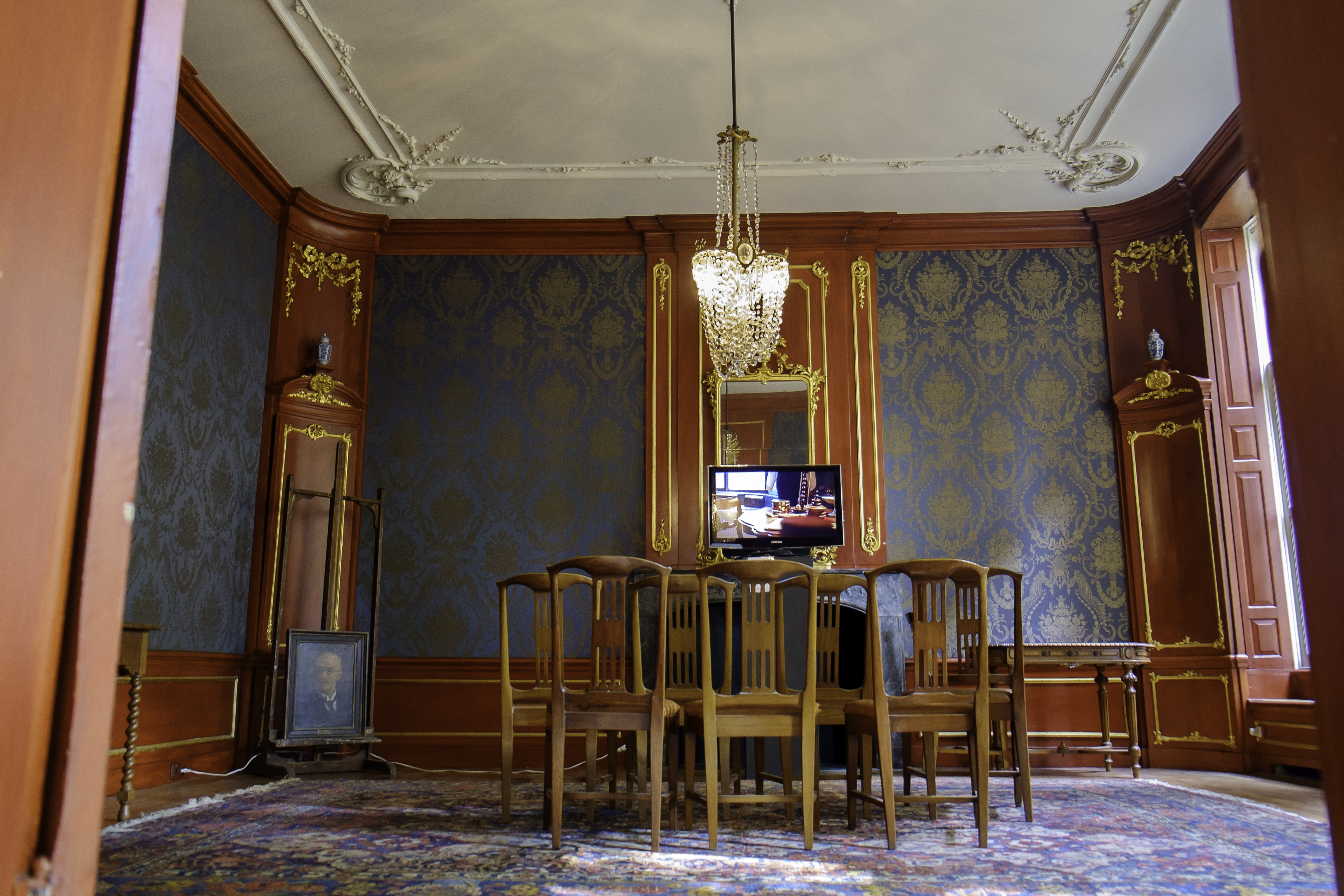
Bestuurskamer of pronkkamer